# Glyptopimpla minor
Glyptopimpla minor är en stekelart som först beskrevs av André Seyrig 1935.  Glyptopimpla minor ingår i släktet Glyptopimpla och familjen brokparasitsteklar. Inga underarter finns listade i Catalogue of Life.